# 福建省长汀第二中学
25°50′07″N 116°21′17″E / 25.8352039°N 116.3547555°E
福建省长汀第二中学，简称长汀二中，是中国福建省龙岩市长汀县的一所公立全日制高级中学，于1972年建校。由原长汀二中和原长汀师范改制的长汀县高级中学资源整合而成。学校前身是创办于1919年的汀州师范讲习所。

## 学校荣誉
- 2005年，獲福建省二級達標高中。[3]
- 2018年，长汀二中女排获龙岩市中学生排球联赛一等奖。[4]

## 争议
发生于2019年4月的保安虐狗事件。起因保安将闯入校园的金毛犬虐杀致死。事后校方表示，涉事保安已被辞退。但發生虐狗事件後，学校被质疑封锁该事件，甚者以退学“威胁”学生不得传播。且有在校学生于微博、知乎，等社交媒体平台上发帖文被当地网警“带走”，学校也以传播有关学校虚假信息为由将该名学生开除。